# Quarterhäst
Quarterhäst är en hästras som registreras i USA (American Quarter Horse Association) och är den mest använda hästen i USA och den ras som finns i störst antal över hela världen med ca 3 miljoner registrerade exemplar. Den är smidig, muskulös och har ett lugnt psyke. Rasen har fått sitt namn av att den är världens snabbaste häst på en engelsk kvartsmil (quartermile). I Sverige finns ca 3000 Quartrar och det registreras ca 100 nya föl per år. 

## Användning
Quarterhästen i Sverige idag används såväl inom fritidsridning som inom tävling. I Sverige anordnas årligen ett flertal tävlingar där quarterhästen och dess ägare tävlar. Tävling sker inom många olika klasser; dels inom flera olika "Kategorier" (Halter, English och Western) och dels inom flera olika "Divisioner" (Open, Amateur, Youth). 

## Historia
Quarterhästens historia börjar under koloniseringen av Amerika, eller den så kallade Nya Världen under slutet av 1400-talet. Ett stort antal hästar fördes från Europa med kolonisatörerna, bland annat spanska hästar, berberhästar och arabiska fullblod som det fanns gott om i södra Europa under den här tiden. Dessa hästar utgjorde utgångsmaterial för många av de äldre amerikanska hästraserna. Engelska importer som korsades med ädla spansk-orientaliska hästar utgjorde sedan grunden till just Quarterhästen.
Hästar som avlats fram av de nordamerikanska indianerna användes i stor utbredning i aveln av Quarterhästen, och den mest framträdande är Chickasawhästen som avlades av Chickasawerna som bodde vid Tennesseefloden. Dessa hästar var kända för sin snabbhet och sitt mod och var en viktig del i utvecklingen av Quarterhästen.
Den mest betydande importen av engelska hästar till Quarterhästens hemstat Virginia skedde år 1611 då en sändning med 17 hästar anlände dit. Dessa 17 hästar var så kallade löphästar som tillhörde en stam av fullblodshästar som skulle komma att utgöra basen för det engelska fullblodet. Den första riktiga fullblodshingsten köptes till USA först 1730 och hette Bulle Rock och härstammade i rakt nedstigande led från en av fullblodets förfäder Darley Arabian. Genom korsningar och noggrann avel utvecklade man Quarterhästen som blev en snabb, mellanstor sprinterhäst, ett mellanting mellan arbetshäst och galopphäst. Namnet fick rasen genom att det var den snabbaste rasen i världen på en kvarts engelsk mil (quartermile). Det officiella namnet på rasen var och är egentligen än idag American Quarter Running Horse. Under hela 1700-talet spreds Quarterhästen med sitt rykte om att vara den perfekta allroundhästen för både jordbruk, boskapsskötsel och som vagnshästar. Quarterhästen var dessutom billig i drift.
Sedan mitten av 1600-talet var det tillåtet med kapplöpningar i Virginia med Quarterhästar. Dessa tävlade mot varandra på raka banor. När det engelska fullblodet kom till USA blev det dock mer populärt med den sortens långdistanslöp och ovala banor byggdes istället. Intresset för Quarterhästen som löphäst dalade.
Idag finns 12 familjer inom registret som grundades på 2 hingstar - Janus och Sir Archy. Janus importerades från England år 1752 och dog 1780 och var den mest betydelsefulla hingsten för Quarterhästarna. Det anses att alla dagens Quarterhästar härstammar från honom. Sir Archy var son till den första brittiska Derbyvinnaren Diomed och han var viktig för både Quarterhästen och för utvecklingen av en annan amerikansk hästras, American saddlebred. Hela 4 av Quarterhästfamiljerna går tillbaka till honom.
På 1940-talet startades den officiella föreningen för Quarterhästen, American Quarter Horse Association, i Amarillo, Texas av några män som ansåg att Quarterhästen var värdefull för samhällets och den privata människans ekonomi. Då fick hästen även sitt officiella namn efter att ha kallats "The Famous and Celebrated Colonial Quarter Pacer". Hästarna stambokfördes efter karaktär och användning och idag har föreningen över 300 000 medlemmar.

## Egenskaper
Quarterhästen är en lugn och stabil häst som kombinerar styrka med atletiska förmågor. Rasen är snabb och kan starta nästan explosivt från stillastående. Quarterhästarna besitter dessutom en nästan instinktiv vallningsförmåga, eller nästan som att de kan "läsa" av boskap. Detta har gjort Quarterhästen populär på rancherna som boskapshästar och även inom westernridning i vissa grenar där vallning av kor ingår. Dess snabbhet gör att den även används som kapplöpningshäst.
Idag avlar man fram Quarterhästar som passar till olika inriktningar. En quarter som skall användas till så kallade gångartsgrenar, såsom Hunter eller Pleasure, är relativt höga och rör sig med stora steg, medan hästar som används till boskapsgrenar är mindre. Man avlar även på förmågan att valla, där hästar med utpräglade vallningsegenskaper brukar klassas som "kosse-stammade".
Quarterhästen ska ha vaket och intelligent uttryck. De har korta och breda huvuden med liten mule. Knäna är platta och breda och Quarterhästar kan vara rejält breda över bakdelen, vilket ger mer styrka till bakbenen. På grund av en del utavel med fullblod finns det smalare varianter. Det sägs att man kan mäta en Quarterhäst för att se om den är balanserad. Dessa nedanstående mått ska då vara någorlunda lika långa. 
- Från nacken till manken
- Från manke till bogspets
- Från manke till höftben
- Från höftben till sittben.
- Måttet mellan bogspets och sittben ska då vara dubbelt så långt som det mått man fått på de övriga mätningarna.

Man vill gärna att svansroten skall vara lågt ansatt och att hasen sitter långt ner på benet på de hästar som skall användas till Reining, eftersom det hjälper hästen att sätta sig djupt i de stopp som ingår i grenen.
Quarterhästen får ha 14 olika färger, även de som är lite ovanliga. Alla nyanser av brunt är tillåtet, även alla varianter av fux, linfux och isabell (palomino), alla sorters black eller bork och olika sorters skimmel. Enbart brokiga färger som skäck, tigrerad eller stickelhårig tillåts inte. Hästar kan i särskilda fall vara dubbel-registrerade både som Quarter och Paint. Olika färger kan dessutom särskild registreras, t.ex. kan Isabellfärgade Quarterhästar registreras som Palomino.
AQHA (American Quarter Horse Association) är den officiella rasföreningen som även handhar registrering och stamböcker. SQHA (Swedish Quarter Horse Association) är den svenska underavdelningen.